# Núra al-Matrúšiová
Núra al-Matrúšiová či jen Núra Matrúšiová (anglickým zápisem Nora Al Matrooshi, arabsky نورا المطروشي‎; * 1993 emirát Šardžá) je saúdskoarabská inženýrka a kosmonautka, první žena z této země určená k vyslání do kosmu.
Narodila se v roce 1993 někde v emirátu Šardžá. Již ve škole docházela na pozorování hvězdné oblohy a astronomické přednášky. V roce 2011 se umístila na prvním místě z celých Spojených arabských emirátů (SAE) v mezinárodní matematické olympiádě a roku 2013 byla vybrána do Programu mladých velvyslanců SAE v Jižní Koreji. V roce 2015 získala bakalářský titul ze strojního inženýrství na Saúdskoarabské univerzitě v Al Ajnu, studovala také na finské Univerzitě aplikovaných věd ve Vaase. Podílela se na řízení projektů pro Národní petrolejářskou společnost (ADNOC) v metropoli Abú Zabí a v roce 2021 pracovala s pětiletými zkušenostmi ve svém oboru jako inženýrka u Národní petrolejářské stavební společnosti, kde se tři roky po sobě stala viceprezidentkou Rady mládeže.
Dne 10. dubna 2021, po průchodu náročným výběrovým systémem z více než 4 tisíc uchazečů a uchazeček, ji šejch Muhammad bin Rášid určil spolu s kolegou Muhammadem Mullou jako dvojici nových saúdskoarabských kosmonautů. Tím se stala první arabskou kosmonautkou v historii.